# Premier League International Cup
De Premier League International Cup is een voetbalcompetitie voor voetbalclubs uit heel Europa. Teams kunnen meedoen met spelers onder de 23 jaar. Het is ontworpen om Engelse spelers de mogelijkheid te bieden zich te meten met voetballers van andere Europese clubs uit hun leeftijdsgroep. De competitie is opgericht door de Premier League.

## Format
In de competitie spelen de beloftenteams van twaalf Engelse en twaalf teams uit andere Europese landen. De teams uit Engeland kunnen zich kwalificeren op basis van hun eindklassering in de Premier League voor beloften. Buitenlandse teams worden uitgenodigd.
De eerste ronde is een groepsfase met acht poules met elk vier teams. Elk team speelt één keer tegen ieder ander team uit de poule. De twee beste teams uit elke poule plaatsen zich voor de knock-outfase. De knock-outfase begint bij de kwartfinales en gaat telkens over één wedstrijd.
Alle wedstrijden worden op Engels grondgebied gespeeld.
Alle teams mogen per wedstrijd vier (waarvan één doelman) dispensatiespelers gebruiken. Dit wil zeggen dat zij ouder dan 23 jaar mogen zijn.

## Finales
| Seizoen | Winnaar                                                                       | Uitslag                                                                       | Finalist                                                                      | Verliezende halvefinalisten                                                   | Stadion en plaats                                                             |
| ------- | ----------------------------------------------------------------------------- | ----------------------------------------------------------------------------- | ----------------------------------------------------------------------------- | ----------------------------------------------------------------------------- | ----------------------------------------------------------------------------- |
| 2014-15 | Manchester City                                                               | 1–0                                                                           | FC Porto                                                                      | Leicester City en Fulham                                                      | Manchester City Academy Stadium, Manchester, Engeland                         |
| 2015–16 | Villarreal                                                                    | 4–2                                                                           | PSV                                                                           | Chelsea en FC Porto                                                           | The Den, Londen, Engeland                                                     |
| 2016–17 | FC Porto                                                                      | 5–0                                                                           | Sunderland                                                                    | Swansea City en Norwich City                                                  | Stadium of Light, Sunderland, Engeland                                        |
| 2017-18 | FC Porto                                                                      | 1–0                                                                           | Arsenal                                                                       | Villarreal en Newcastle United                                                | Emirates Stadium, Londen, Engeland                                            |
| 2018-19 | Bayern München                                                                | 2–0                                                                           | Dinamo Zagreb                                                                 | Reading en Southampton                                                        | The Den, Londen, Engeland                                                     |
| 2019-20 | De competitie werd voortijdig beëindigd vanwege de coronapandemie in Engeland | De competitie werd voortijdig beëindigd vanwege de coronapandemie in Engeland | De competitie werd voortijdig beëindigd vanwege de coronapandemie in Engeland | De competitie werd voortijdig beëindigd vanwege de coronapandemie in Engeland | De competitie werd voortijdig beëindigd vanwege de coronapandemie in Engeland |
| 2020-21 | Geen competitie vanwege de coronapandemie in Engeland                         | Geen competitie vanwege de coronapandemie in Engeland                         | Geen competitie vanwege de coronapandemie in Engeland                         | Geen competitie vanwege de coronapandemie in Engeland                         | Geen competitie vanwege de coronapandemie in Engeland                         |
| 2021-22 | Geen competitie vanwege de coronapandemie in Engeland                         | Geen competitie vanwege de coronapandemie in Engeland                         | Geen competitie vanwege de coronapandemie in Engeland                         | Geen competitie vanwege de coronapandemie in Engeland                         | Geen competitie vanwege de coronapandemie in Engeland                         |
| 2022-23 | PSV                                                                           | 3-1                                                                           | Crystal Palace                                                                | Fulham en Valencia                                                            | Selhurst Park, Londen, Engeland                                               |
| 2023-24 | Crystal Palace                                                                | 1-0                                                                           | PSV                                                                           | Everton en West Ham United                                                    | Selhurst Park, Londen, Engeland                                               |

## Prestaties

### Per club
| Team            | Winnaar | Tweede plaats | Jaren gewonnen   | Jaren tweede plaats |
| --------------- | ------- | ------------- | ---------------- | ------------------- |
| FC Porto        | 2       | 1             | 2016-17, 2017-18 | 2014-15             |
| PSV             | 1       | 2             | 2022-23          | 2015-16, 2023-24    |
| Crystal Palace  | 1       | 1             | 2023-24          | 2022-23             |
| Manchester City | 1       | 0             | 2014-15          | -                   |
| Villarreal      | 1       | 0             | 2015-16          | -                   |
| Bayern München  | 1       | 0             | 2018-19          | -                   |
| Sunderland      | 0       | 1             | -                | 2016-17             |
| Arsenal         | 0       | 1             | -                | 2017-18             |
| Dinamo Zagreb   | 0       | 1             | -                | 2018-19             |

### Topscorers per seizoen
| Seizoen | Speler           | Goals | Club              |
| ------- | ---------------- | ----- | ----------------- |
| 2014-15 | Harry Panayiotou | 6     | Leicester City    |
| 2014-15 | Leandro Silva    | 6     | Porto             |
| 2015-16 | Kasey Palmer     | 6     | Chelsea           |
| 2016-17 | Carlton Morris   | 4     | Norwich City      |
| 2017-18 | Adrián Dalmau    | 5     | Villarreal        |
| 2017-18 | James Wilson     | 5     | Manchester United |
| 2018-19 | Danny Loader     | 5     | Reading           |
| 2019-20 | Liam Cullen      | 7     | Swansea City      |
| 2022-23 | Jason van Duiven | 5     | PSV               |
| 2023-24 | Mohamed Nassoh   | 5     | PSV               |
| 2023-24 | Romain Perret    | 5     | Olympique Lyon    |